# Lost in Your Light
"Lost in Your Light" é uma canção da cantora inglesa Dua Lipa, conta com a participação do cantor norte-americano Miguel. Foi lançada em 21 de abril de 2017 como o sexto single de seu álbum de estúdio de estreia homônimo. Foi lançado como uma faixa instantânea para aqueles que adquiriram a música na pré-venda na Apple Music. A faixa foi escrita por Lipa, Miguel e Rick Nowels, quem produziu a trilha. O single foi adicionado à playlist da BBC Radio 1 em 5 de maio de 2017, depois subindo para a A-List em 19 de maio de 2017.

## Composição
"Lost In Your Light" é um canção derivada dos gêneros electropop, synthpop e dance-pop. A música é um dueto. Contendo uma batida pesada de percussão, a música liricamente fala sobre a verdadeira paixão.

## Recepção crítica
Olivia Craighead de The Fader chamou a música de "pop banger" e, além disso, elogiou o coro como "atrativo". Rap-Up elogiou a música por ser uma "merda boa", além de elogiar Lipa e Miguel por suas atuações vocais. Tom Breihan, escrevendo para o Stereogum, teve uma reação mais morna sobre à parte da participação de Miguel: "a música é um dueto completo, e enquanto a voz de Miguel parece melhor fazer música de alma fumegante do que pop-dance direto, ele dá tudo dele".

## Lista de faixas
| Digital download |                                            |                                             |         |  |
| N.º              | Título                                     | Compositor(es)                              | Duração |  |
| 1.               | "Lost in Your Light" (participação Miguel) | Dua Lipa Miguel Pimentel Richard Nowels Jr. | 3:23    |  |

## Desempenho nas paradas musicais

### Posições
| Tabela musical (2017)                               | Melhor posição |
| --------------------------------------------------- | -------------- |
| Irlanda (IRMA)                                      | 97             |
| Nova Zelândia - NZ Heatseekers Singles (RMNZ)       | 10             |
| Escócia - Scottish Singles (Parada Musical Oficial) | 41             |
| Reino Unido - UK Singles (Parada Musical Oficial)   | 86             |